# Luftstreitkräfte der Tschechischen Republik
Die Luftstreitkräfte der Tschechischen Republik (tschechisch Vzdušné síly Armády České republiky, ICAO-Code CEF), auch Luftstreitkräfte Tschechiens oder Tschechische Luftwaffe, sind eine Teilstreitkraft (TSK) der Streitkräfte der Tschechischen Republik. Luftwaffe und Heer bilden die TSK übergreifende Streitkräftebasis (Joint Force Command) und stellen die Hauptkräfte der Streitkräfte Tschechiens. Im Jahre 1993 ist die Luftwaffe Tschechiens, ebenso wie die Luftstreitkräfte der Slowakischen Republik, aus der ehemaligen Tschechoslowakischen Luftwaffe hervorgegangen.

## Auftrag
Der Hauptauftrag der Luftwaffe besteht in der Sicherung des Luftraumes der Tschechischen Republik im Verbund mit dem NATO Integrated Air Defense System – NATINADS, der Luftunterstützung (close air support) des Heeres und Gewährleistung von Lufttransporten, einschließlich für die Regierung, das Parlament sowie staatliche Einrichtungen und Organisationen.

## Organisation
- Generalstab – Prag
- Joint Forces Command – Olomouc
  - 21. Taktische Luftwaffen-Basis
    - 211. Taktische Staffel – Jas-39C/D Gripen
    - 212. Taktische Staffel – L-159A ALCA
    - 213. Ausbildungsstaffel – L-159T1 ALCA, L-39ZA

  - 22. Hubschrauber-Basis
    - 221. Kampfhubschrauber-Staffel – AH-1Z
    - 222. Transporthubschrauber-Staffel – Mi-17/Mi-171Sch, UH-1Y

  - 24. Luft-Transport-Basis
    - 241. Transportflieger-Staffel – A319CJ, CL-601-3A und Jak-40
    - 242. Transport- und Spezialflieger-Staffel – CASA C-295, L-410FG/UVP-E/T
    - 243. Hubschrauber-Staffel – Mil Mi-8S, Mi-17/171Sch, W-3A
    - SAR – W-3A Kette in Plzeň
    - SAR – W-3A Kette in Přerov

  - 25. Flieger-Abwehr-Raketen-Regiment – Strakonice
  - 26. Einsatzführungs-Regiment mit CRC – Stará Boleslav
  - Flugplatzverwaltung – Fliegerhorst Pardubice

## Ausrüstung
(Stand: Ende 2022)

### Luftfahrzeuge
Die Tschechische Luftwaffe betreibt 60 Flugzeuge und zirka 40 Hubschrauber. Ein Teil dieser Luftfahrzeuge wurde durch die nationale Flugzeugindustrie hergestellt.
| Luftfahrzeuge             | Bild           | Herkunft                     | Verwendung                           | Version         | Aktiv          | Bestellt       | Anmerkungen |
| Kampfflugzeuge            | Kampfflugzeuge | Kampfflugzeuge               | Kampfflugzeuge                       | Kampfflugzeuge  | Kampfflugzeuge | Kampfflugzeuge | Kampfflugzeuge |
| ------------------------- | -------------- | ---------------------------- | ------------------------------------ | --------------- | -------------- | -------------- | --- |
| Saab 39                   |                | Schweden                     | Mehrzweckkampfflugzeug               | JAS-39C         | 12             |                | von Schweden geleast |
| Lockheed Martin F-35      |                | Vereinigte Staaten           | Mehrzweckkampfflugzeug               | F-35A           |                |                | 24 Exemplare geplant. Ausfuhr von den USA genehmigt. |
| Aero L-159                |                | Tschechien                   | Leichtes Erdkampfflugzeug            | L-159A          | 16             |                | |
| Transportflugzeuge        |                |                              |                                      |                 |                |                | |
| CASA C-295                |                | Europäische Union            | Taktisches Transportflugzeug         | C295MC295MW     | 42             |                | Lieferung der ersten von zwei zusätzlichen Maschinen (C295MW-Standard) im Mai 2021 – ein Upgrade der anderen vier Maschinen auf diesen Standard ist geplant             |
| Let L-410                 |                | Tschechoslowakei/ Tschechien | TransportflugzeugAufklärungsflugzeug |                 | 42             |                | |
| Embraer C-390 Millennium  |                | Brasilien                    | Taktisches Transportflugzeug         |                 |                |                | Die Anschaffung von zwei Maschinen ist geplant. |
| Geschäftsreiseflugzeuge   |                |                              |                                      |                 |                |                | |
| Airbus A319               |                | Europäische Union            | Geschäftsreiseflugzeug               | A319CJ          | 2              |                | |
| Bombardier Challenger 600 |                | Kanada                       | Geschäftsreiseflugzeug               | CL-601          |                |                | |
| Schulflugzeuge            |                |                              |                                      |                 |                |                | |
| Saab 39                   |                | Schweden                     | Fortgeschrittenentrainer             | JAS-39D         | 2              |                | von Schweden geleast |
| Aero L-159                |                | Tschechien                   | Fortgeschrittenentrainer             | L-159T1+L-159T2 | 8              |                | |
| Aero L-39 Albatros        |                | Tschechien                   | Fortgeschrittenentrainer             | L-39CL-39NG     | 7              | 4              | Option für vier weitere Flugzeuge. |
| Hubschrauber              |                |                              |                                      |                 |                |                | |
| Mil Mi-24                 |                | Russland                     | Kampfhubschrauber                    | Mi-35           | >11            |                | Die Mi-35/24V-Flotte wird durch die bestellten AH-1Z und UH-1Y ersetzt. Ende Juli 2023 befanden sich vier vormalige tschechische Mi-24 bereits in der Ukraine.          |
| Bell AH-1                 |                | Vereinigte Staaten           | Kampfhubschrauber                    | AH-1Z „Viper“   | 2              | 8              | Lieferung 2023/24. Aufgrund des Ukrainekriegs erhält Tschechien als Miltiärunterstützung der USA zu den ursprünglich bestellen 4 AH-1Z weitere 6 Maschinen dieses Typs. |
| Mil Mi-8                  |                | Sowjetunion                  | Transporthubschrauber                | Mi-17Mi-171     | 19             |                | Die Mil Mi-8-Flotte wird durch die bestellten AH-1Z und UH-1Y ersetzt.                                                                                                  |
| Bell UH-1                 |                | Vereinigte Staaten           | Mehrzweckhubschrauber                | UH-1Y „Venom“   | 1              | 9              | Lieferung 2023/24. Aufgrund des Ukrainekriegs erhält Tschechien als Miltiärunterstützung der USA zu den ursprünglich bestellen 8 UH-1Y weitere 2 Maschinen dieses Typs. |
| PZL W-3                   |                | Polen                        | Mehrzweckhubschrauber                |                 | 10             |                | im Tausch für zehn MiG-29 erhielt Tschechien von Polen elf W-3A |

### Waffensysteme
Flugabwehrwaffen:
- 9K35 Strela-10 ()
- 9K32 Strela-2 ()
- Robotsystem 70 ()

Luft-Luft-Raketen:
- AIM-9M Sidewinder ()
- AIM-120 C-5 AMRAAM ()

Panzerabwehrwaffen:
- AGM-114 Hellfire ()[10]

Bomben:
- Paveway ()